# Biernat de Lublin

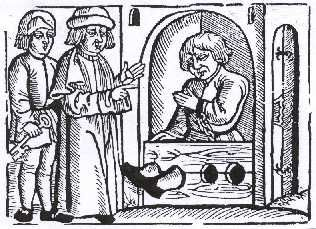
Xilografía de Żywot Ezopa Fryga (La vida de Esopo el frigio), Cracovia, ed. 1578 ed.

Biernat de Lublin (en polaco: Biernat z Lublina, en latín Bernardus Lublinius, ca. 1465 - después de 1529) fue un poeta, fabulista, traductor y médico polaco. Fue uno de los primeros escritores en lengua polaca conocidos por su nombre, y el más interesante de los primeros. Expresó opiniones plebeyas, renacentistas y religiosamente liberales.

## Vida
Biernat escribió el primer libro impreso en lengua polaca: imprimió en 1513, en Cracovia, en la primera imprenta de Polonia, dirigida por Florian Ungler, un libro de oraciones, Raj duszny (Hortulus Animae, Edén del Alma).
Biernat también escribió la primera obra secular de la literatura polaca: una colección de fábulas en verso, de carácter plebeyo y anticlerical: Żywot Ezopa Fryga (La vida de Esopo el Frigio), 1522.

## Obras
- Raj duszny (Edén del alma), 1513
- Żywot Ezopa Fryga (La vida de Esopo, el frigio), 1522
- Dialog Polinura z Charonem (Diálogo de Polinur y Caronte)